# Női 4 × 100 méteres gyorsúszás a 2015. évi nyári európai ifjúsági olimpiai fesztiválon
A 2015. évi nyári európai ifjúsági olimpiai fesztiválon az úszás női 4 × 100 méteres gyorsúszás versenyeit július 27.-én rendezték a Tbilisziben.

## Rekordok
A versenyt megelőzően a következő rekordok voltak érvényben:
| EYOF rekord | Oroszország | 3:47,57 | Trabzon, Törökország | 2011. |

## Előfutamok
Az összesített eredmények alapján a legjobb időeredménnyel rendelkező 8 csapat jutott a döntőbe.
| H  | Nemzet             | Versenyzők                                                                                    | E       | Mj  |
| -- | ------------------ | --------------------------------------------------------------------------------------------- | ------- | --- |
| 1  | Oroszország        | Valeriia Sukhanova Katarina Milutinovich Marianna Bobrova Iuliia Filippova                    | 3:52.31 | Q   |
| 2  | Törökország        | Gizem Guvenc Selen Ozbilen Zehra-Duru Bilgin Defne Kurt                                       | 3:55.31 | Q   |
| 3  | Németország        | Emily Charlotte Feldvoss Sarah Wendt Yara Sophie Hierath Laura Maialen Lydia Rohrbach         | 3:56.34 | Q   |
| 4  | Spanyolország      | Andrea Feng Prades Rodriguez Nadia Gonzalez Oliveira Laura Munoz Perera Julia Pujadas Rusinol | 3:56.67 | Q   |
| 5  | Szlovénia          | Janja Segel Janja Jamsek Tina Celik Pika Perenic                                              | 3:57.07 | Q   |
| 6  | Hollandia          | Claire Verkijk Storm Willemsen Chefanja Nunes Loulou Janssen                                  | 3:57.86 | Q   |
| 7  | Belgium            | Jade Anneke Smits Camille Amber Bouden Silke Anny Van Nyverseel Charissa Jochems              | 3:57.93 | Q   |
| 8  | Egyesült Királyság | Athena Ming Clayson Ellinor Rose Southward Caitlin Elizabeth Hubbard Annalea Claire Davison   | 3:58.98 | Q   |
| 9  | Románia            | Ana Iulia Dascal Cristina Lucia Giurca Jasminne Anne Marie Ivan Maria Claudia Gadea           | 4:01.54 |     |
| 10 | Olaszország        | Annachiara Mascolo Giulia Berton Giulia Rebusco Megan Buriassi                                | 4:01.66 |     |
| 11 | Írország           | Antoinette Neamt Ellen Walshe Niamh Coyne Rebecca Reid                                        | 4:02.42 |     |
| 12 | Finnország         | Reetta Rantakokko Vuokko Suomaeki Sini Silvennoinen Vilma Oura                                | 4:02.68 |     |
| 13 | Ausztria           | Marlene Kahler Franziska Ruttenstock Elena Guttmann Mila Dragovic                             | 4:04.57 |     |
| 14 | Ukrajna            | Yevgenyya Grygorenko Polina Verbytska Elina Miasoiedova Valeriia Hunchenko                    | 4:05.35 |     |
| 15 | Lengyelország      | Kornelia Fiedkiewicz Oliwia Ewa Wisniewska Barbara Mazurkiewicz Zofia Katarzyna Wozniak       | 4:07.14 |     |
| 16 | Svájc              | Adriana Bassi Sharon Laura Marcoli Marcoli Elena Onieva Henrich Marianne Emi Mueller          | 4:07.72 |     |
| 17 | Fehéroroszország   | Aliona Saladukhina Alena Halubkina Liliya Sokal Karyna Ferapontava                            | 4:11.37 |     |
| 18 | Grúzia             | Mariam Imnadze Rusudan Goginashvili Elene Beraia Meri Mumladze                                | 4:19.84 |     |
| -  | Szlovákia          |                                                                                               |         | DNS |

## Döntő
| H     | Név                | Nemzet                                                                                        | E       | Mj |
| ----- | ------------------ | --------------------------------------------------------------------------------------------- | ------- | -- |
| Arany | Oroszország        | Valeriia Sukhanova Katarina Milutinovich Marianna Bobrova Iuliia Filippova                    | 3:50.33 |    |
| Ezüst | Németország        | Emily Charlotte Feldvoss Yara Sophie Hierath Sarah Wendt Laura Maialen Lydia Rohrbach         | 3:53.84 |    |
| Bronz | Törökország        | Emily Charlotte Feldvoss Sarah Wendt Yara Sophie Hierath Laura Maialen Lydia Rohrbach         | 3:53.90 |    |
| 4     | Spanyolország      | Andrea Feng Prades Rodriguez Nadia Gonzalez Oliveira Laura Munoz Perera Julia Pujadas Rusinol | 3:55.85 |    |
| 5     | Szlovénia          | Janja Segel Janja Jamsek Tina Celik Pika Perenic                                              | 3:56.33 |    |
| 6     | Hollandia          | Claire Verkijk Storm Willemsen Chefanja Nunes Loulou Janssen                                  | 3:56.92 |    |
| 7     | Belgium            | Jade Anneke Smits Camille Amber Bouden Silke Anny Van Nyverseel Charissa Jochems              | 3:58.23 |    |
| 8     | Egyesült Királyság | Athena Ming Clayson Emily Louise Large Annalea Claire Davison Rebecca Mia Sutton              | 3:58.60 |    |